# Magnetorezistence
Magnetorezistence (či magnetoresistence) je schopnost materiálu změnit svou hodnotu elektrického odporu vlivem vnějšího magnetického pole.

## Historie
První takový mechanismus objevil W. Thomson (známý také jako Lord Kelvin) v roce 1856 při experimentování s niklovými a železnými vzorky. Později byly objeveny další magnetorezistenční mechanizmy, přičemž některé vyžadují, aby byl vzorek magnetický (a magnetické pole slouží k ovládání magnetizace), zatímco jindy ovlivňuje magnetické pole elektrický proud přímo.
V Thomsonových experimentech se jednalo o anizotropní magnetorezistenci (AMR) a odpor vzorku se měnil nejvýše o několik procent. Novější badatelé (například český rodák a nositel Nobelovy ceny Peter Grünberg) objevili materiály (případně jejich kombinace ve vícevrstvých strukturách), které vykazují mimořádně vysoké hodnoty magnetoresistence označované jako obří magnetorezistence (GMR), kolosální magnetorezistence (CMR) a tunelovací magnetoresistence (TMR).